# Erotic Funeral
Erotic Funeral är ett studioalbum av det norska black metal-bandet Gaahlskagg. Albumet lanserades av skivbolaget No Colours Records 2000.

## Låtlista
1. "Lek No Lit(T) M.O.K" – 0:31
2. "Skullfuck" – 5:42
3. "N-13" – 1:47
4. "Whipper" (instrumental) – 1:08
5. "Moralens hammer" (instrumental) – 0:56
6. "Great Joy" – 3:58
7. "I Am Sin" – 6:31
8. "Come to My Kingdom" – 3:44
9. "Mankind = Development???" – 1:10
10. "P.T.R." – 2:50
11. "Erotic Funeral" – 4:26
12. "In Memory of..." – 0:54
13. "Helveteslokk - kom brenne" – 5:00

- Text: Skagg (spår 2, 3, 10), Gaahl (spår 6–8, 13), Hardtlem (spår 10)
- Musik: Gaahlskagg (spår 1–3, 6–8, 10, 11), Herbrand (spår 1, 4, 5, 8, 9, 13)
- Spår 12 är en tyst minut.

## Medverkande
Musiker (Gaahlskagg-medlemmar)
- Gaahl (Kristian Eivind Espedal) – sång
- Skagg (Stian Lægreid) – basgitarr, gitarr

Bidragande musiker
- Herr Tes T Icle (Herbrand Larsen) – elektronik, låtskrivning
- Mutelator (Terje Martinussen aka Mutt) – trummor
- Total Sleazer (Bjørn Olav Telnes aka Tormentor) – basgitarr
- Dawn Manns – sång (spår 3)

Produktion
- Hardtlem (Herbrand Larsen) – producent, ljudmix, låtskrivare, omslagskonst
- Pytten (Eirik Hundvin) – producent, ljudmix
- Gaahl – producent, ljudmix, låtskrivare, omslagskonst
- Skagg – producent, ljudmix, låtskrivare, omslagskonst, logo